# 스코티아호 사건
스코티아호 사건(The Scotia Case, US Supreme Court, 14 Wallace)는 국제법상 유명한 판결이다. 1871년 미국-영국간 항로의 공해상에서 영국선박 스코티아호와 미국선박 버크셔호가 충돌하여 버크셔호가 침몰하였다. 사건전인 1863년 영국은 해상충돌 방지에 관한 새로운 규칙을 제정하였으며, 이듬해 미국 또한 실질적으로 이와 동일한 규칙을 채용하였고, 뒤이어 모든 주요 해양국이 그 예에 따르고 있었다. 그러나 버크셔는 동 규칙을 따르지 않았으며 그로 인해 스코니아는 버크셔를 오인하여 충돌사고가 일어났다. 버크셔호 측에서는 스코티아호의 과실을 이유로 손해배상청구를 하였고, 하급심에서 모두 피고가 승소하였으며 결국 연방대법원에서 최종 심리되었다.
미국 연방대법원은 모든 주요 해양국가의 동일내용을 담은 국내법 제정을 통하여 새로운 국제 관습법이 성립되었다는 것을 인정하였다.